# Campionato siriano di calcio
Il campionato siriano di calcio è articolato su tre livelli: il massimo livello nazionale, la Prima Lega, a cui prendono parte 16 squadre, la Prima Divisione, cui prendono parte 24 squadre, e la Seconda Divisione.

## Struttura
| Livello | Divisioni                   |
| ------- | --------------------------- |
| 1       | Prima Lega 16 squadre       |
| 2       | Prima Divisione 24 squadre  |
| 3       | Seconda Divisione ? squadre |